# Аніцій Ацилій Глабріон Фавст
Аніцій Ацилій Глабріон Фавст (лат. Anicius Acilius Glabio Faust; д/н —після 443) — державний діяч часів пізньої Римської імперії.

## Життєпис
Походив із заможного та впливового патриціанського роду Ациліїв Глабріонів. Завдяки родинним зв'язкам зробив гарну кар'єру. Ще замолоду займав посади квестора та претора. Незабаром входить до сенату. У 408—423, 425—437 роках був префектом Риму. У 429—430 роках провів значну реконструкцію громадських будівель, зокрема Колізею, постраждалих внаслідок землетрусу 429 року.
У 437 році призначається префектором преторія Італії, Ілліріка та Африки. На цій посаді перебував до 438 році, коли стає консулом (разом з імператором Феодосієм II).
У 437 році був присутній у Константинополі на весіллі імператора Валентиніана III та Ліцінії. В 438 році йому довірено оголошення у римському сенаті Кодексу Феодосія.
У 442 році вдруге призначається преторіанським префектом Італії, Іллірику та Африки. Подальша доля Ацилія Глабріона не відома.